# جمعية جراحة العظام المصرية
جمعية جراحة العظام المصرية هي جمعية تهدف إلى تطوير تخصص جراحة العظام في مصر. أنشئت سنة 1948 على يد 15 من رواد تخصص جراحة العظام في مصر في ذلك الوقت وعلى رأسهم الدكتور محمد كامل حسين.

## رؤساء الجمعية منذ إنشائها

مدخل مقر جمعية جراحة العظام المصرية بشارع هدى شعراوي بالقاهرة

1. أ.د. محمد كامل حسين ـ (1948 -1967).
2. أ.د. جواد حمادة ـ أستاذ ورئيس أقسام جراحة العظام بكلية طب جامعة الإسكندرية (1968 - 1969).
3. أ.د. عبد الحي الشرقاوي ـ أستاذ ورئيس أقسام جراحة العظام بكلية طب جامعة القاهرة (1970 - 1971).
4. أ.د. حسين كامل حساب ـ أستاذ ورئيس أقسام جراحة العظام بكلية طب جامعة الإسكندرية (1972 - 1973).
5. أ.د. محمد شحاتة محرز ـ أستاذ ورئيس أقسام جراحة العظام بكلية طب جامعة عين شمس (1974 - 1975).
6. أ.د. أحمس كامل الحمامصي ـ أستاذ ورئيس أقسام جراحة العظام بكلية طب جامعة القاهرة (1976 - 1977).
7. د. منصور شوقي ـ استشاري جراحة العظام بمستشفى الهلال الأحمر بالقاهرة (1978 - 1979).
8. لواء دكتور محمد عبد الله - لواء طبيب بمستشفيات القوات المسلحة (1980 - 1981).
9. د. عبده سلام ـ استشاري جراحة العظام بوزارة الصحة ووزير الصحة الأسبق (1982 - 1983).
10. أ.د. أمين رضا ـ أستاذ ورئيس أقسام جراحة العظام بكلية طب جامعة الإسكندرية ووكيل كلية طب جامعة الإسكندرية (1984 - 1985).
11. د. محمود عقل ـ استشاري جراحة العظام بوزارة الصحة ورئيس قسم جراحة العظام بمستشفى أحمد ماهر التعليمي (1986 - 1987).
12. أ.د. حسين عبد الفتاح ـ أستاذ ورئيس أقسام جراحة العظام بكلية طب جامعة القاهرة (1988 - 1989).
13. أ.د. عبد الحي مشهور ـ أستاذ ورئيس أقسام جراحة العظام بكلية طب جامعة طنطا ورئيس جامعة طنطا (1989 - 1990).
14. أ.د. السيد محمد وهب ـ أستاذ ورئيس أقسام جراحة العظام بكلية طب جامعة عين شمس (1990 - 1991).
15. لواء دكتور فوزي مصطفى عبد القادر - لواء طبيب بمستشفيات القوات المسلحة ورئيس قسم جراحة العظام بمستشفى الحلمية والمعادي العسكري. (1991 - 1992).
16. لواء دكتور وائل منصور فهمي - لواء طبيب بمستشفيات القوات المسلحة ورئيس قسم جراحة العظام بمستشفى الحلمية والمعادي العسكري. (1992 - 1993).
17. لواء دكتور عبد السلام جمعة - لواء طبيب بمستشفيات القوات المسلحة ورئيس قسم جراحة العظام بمستشفى الحلمية والمعادي العسكري. (1993 - 1994).
18. أ.د. جلال زكي ـ أستاذ ورئيس أقسام جراحة العظام بكلية طب جامعة أسيوط (1994 - 1995).
19. أ.د. حسن الظاهر ـ أستاذ ورئيس أقسام جراحة العظام بكلية طب جامعة عين شمس (1995 - 1997).
20. أ.د. فاروق يوسف ـ أستاذ ورئيس أقسام جراحة العظام بكلية طب جامعة المنصورة (1997 - 1998).
21. أ.د. رأفت حافظ بدوي ـ أستاذ ورئيس أقسام جراحة العظام بكلية طب جامعة الأزهر بنات (1998 - 2001).
22. أ.د. ممدوح زكي سعد ـ أستاذ جراحة العظام بكلية طب جامعة عين شمس (2001 - 2003).
23. أ.د. عبد الرحمن عامر ـ أستاذ ورئيس أقسام جراحة العظام بكلية طب جامعة الإسكندرية (2003 - 2004).
24. أ.د. محمد نبيل خليفة ـ أستاذ ورئيس أقسام جراحة العظام بكلية طب جامعة عين شمس (2004 - 2005).
25. أ.د. محمد شفيق سعيد ـ أستاذ ورئيس أقسام جراحة العظام بكلية طب جامعة طنطا ونائب رئيس جامعة طنطا (2005 - 2006).
26. أ.د. محمد أسامة حجازي ـ أستاذ ورئيس أقسام جراحة العظام بكلية طب جامعة بنها ووكيل كلية طب جامعة بنها للدراسات العليا والبحوث (2006 - 2007).
27. أ.د. حازم عبد العظيم ـ أستاذ ورئيس أقسام جراحة العظام بكلية طب جامعة القاهرة ووكيل كلية طب جامعة القاهرة (2007 - 2008).
28. أ.د. خميس الديب ـ أستاذ ورئيس أقسام جراحة العظام بكلية طب جامعة الإسكندرية (2008 - 2009).
29. أ.د. سمير زكي قطب ـ أستاذ جراحة العظام بكلية طب جامعة المنصورة (2009 - 2010).
30. أ.د. عبد المحسن عرفة ـ أستاذ جراحة العظام بكلية طب جامعة عين شمس (2010 - 2011).[2]
31. أ.د. جمال حسني ـ أستاذ جراحة العظام بكلية طب جامعة بنها (2011 - 2013).
32. أ.د. عادل عدوي ـ أستاذ جراحة العظام بكلية طب جامعة بنها (2013 - 2015).
33. أ. د. علاء الزهيري ـ أستاذ جراحة العظام بكلية طب جامعة قناة السويس (2015 - 2016).
34. أ. د. أنيس شيحة ـ أستاذ جراحة العظام بكلية طب جامعة سوهاج (2017 - 2019).
35. أ. د. جمال أحمد حسني ـ أستاذ جراحة العظام بكلية طب جامعة بنها (2019 - 2022).
36. أ. د. هاني الموافي - أستاذ جراحة العظام بكلية طب جامعة المنصورة (2022 - 2023)
37. أ.د. أحمد خليف ـ أستاذ جراحة العظام بكلية طب جامعة القاهرة (2023 - ).

## مقر الجمعية

إحدى جلسات المؤتمر العشرين لإصلاح تشوهات العظام بالقاهرة (يوليو 2024)

يقع مقر الجمعية في 16 شارع هدى شعراوي في باب اللوق بالقاهرة.

## الأنشطة العلمية
تنظم جمعية جراحة العظام مؤتمرًا دوليًا سنويًا منذ إنشائها، عُقدت منه 76 دورة حتى سنة 2024، وعُقد في سنة 2023 بالاشتراك مع الجمعية الدولية لجراحة العظام (SICOT).
استُحدثت لاحقًا عدة مؤتمرات أخرى، منها المؤتمر الربيعي والمؤتمر الخريفي والمؤتمر السنوي للإصابات، فضلًا عن مؤتمر تشوهات العظام الذي يُعقد صيفًا (أقيم مؤتمر تشوهات العظام العشرون في يوليو 2024)، وكذلك الدورات المكثفة، ومدتها عادةً يومان، وتتمحور عادة حول فرع معين من فروع جراحة العظام، واللقاء الإكلينيكي الشهري، ويعقد كل شهر في جامعة أو مستشفى مختلف، وتناقش فيه الحالات الصعبة التي تتطلب أخذ الآراء بشأنها.
تصدر عن الجمعية مجلة علمية ربع سنوية تصدر عن الناشر الدولي ليبينكوت ويليامز آند ويلكنز، ويرأس تحريرها الدكتور أسامة فاروق، أستاذ جراحة العظام بجامعة أسيوط.

## وصلات خارجية
- موقع الجمعية على الشبكة الدولية للمعلومات (الإنترنت)